# セルビア人民解放反ファシスト会議
セルビア人民解放反ファシスト会議（セルビアじんみんかいほうはんファシストかいぎ、セルビア語:Антифашистичка скупштина народног ослобођења Србије / Antifašistička skupština narodnog oslobođenja Srbije）は、第二次世界大戦中のセルビアにおける反ファシズム運動の最高機関として設置され、セルビアに非ファシズムの正式な政権が樹立されるまでの間、事実上、反ファシズムのセルビアの政府機関として機能した。最初の議長はシニシャ・スタンコヴィッチ（Siniša Stanković）であった。